# Chemin de la Canardière
Le chemin de la Carnadière est une artère d'orientation nord-sud située à Québec.

## Situation et accès
L'artère traverse les quartiers du Vieux-Limoilou et de Maizerets dans l'arrondissement de La Cité-Limoilou.
D'une distance de 2,7 km, son tracé diagonale le fait rencontrer à la fois des rues d'axe est-ouest ou nord-sud. Le chemin débute à l'intersection de la 3e avenue et se termine à l'intersection avec l'avenue D'Estimauville, à son entrée dans l'arrondissement de Beauport, où il devient le chemin Royal.

## Origine du nom
Le terme canardière fait référence a un lieu aménagé pour la chasse aux canards.

## Historique
Le chemin de la Canardière est l'une des plus anciennes routes de Québec. Il est tracé autour de 1660 qui circulait initialement le long de la grève de la baie de Beauport où le lieu-dit de La Canardière était connu pour son abondance de canards sauvages. Il s'agissait à l'origine d'un segment du chemin du Roy, construit sous le Régime français, permettant de relier Québec à Beauport en passant par la seigneurie de Notre-Dame-des-Anges. Les propriétés des colons du chemin sont particulièrement touchés lors de la bataille de Québec de 1690. Après la Conquête, des résidences de villégiature y sont construites en raison des perspectives sur le fleuve. Le chemin perd sa proximité avec le fleuve vers la fin du 19e siècle en raison du remblaiement.
Lors du développement de Limoilou selon un plan hippodamien, le chemin devient plus rectiligne mais son orientation initiale est conservée, en diagonale avec les rues qu'il rencontre. Un carrefour atypique à six branches au croisement de la 4e avenue et de la 8e rue témoigne de cette caractéristique (46° 49′ 34″ N, 71° 13′ 36″ O).
En plus de son nom actuel, la route est autrefois désignée « chemin de Beauport ». Dans un document de 1912, on lui donne ces deux noms.
Le nom est officialisé par la Commission de toponymie du Québec le 25 juin 1987.
En juillet 2021, la Ville annonce que la quasi-totalité du chemin (à l'exception du segment entre la 3e et la 4e avenue) sera réaménagé afin d'y faire circuler le tramway de Québec.